# Ceriops
Ceriops is een geslacht van mangroven uit de familie Rhizophoraceae. De soorten komen voor van Oost-Afrika tot in het westelijke deel van het Pacifisch gebied.

## Soorten
- Ceriops australis (C.T.White) Ballment, T.J.Sm. & J.A.Stoddart
- Ceriops decandra (Griff.) W.Theob.
- Ceriops pseudodecandra Sheue, H.G.Liu, C.C.Tsai & Yuen P.Yang
- Ceriops tagal (Perr.) C.B.Rob.
- Ceriops zippeliana Blume